# Reinaldo Macías
Reinaldo Macías és un tenor cubà.
Va créixer als Estats Units i estudià a Suïssa i a Itàlia. Debutà en 1989 amb el paper de comte d'Almaviva de l'obra El Barber de Sevilla, de Rossini.
Habitualment treballa al Teatre de l'Òpera de Zúric (Suïssa), del qual és membre. Ha treballat en els millors teatres d'Òpera del món com a: Suïssa, Àustria, Alemanya, Espanya, Argentina, Anglaterra i Itàlia. S'ha especialitzat en Rossini, Offenbach, Verdi, Donizetti i Mozart.
Ha cantat amb altres grans de l'òpera com: Vesselina Kasarova, Manuel Lanza, Carlos Chausson, Nicolai Ghiaurov, Elizabeth Rae Magnuson, Ángel Ódena, Stefano Palatchi, Pamela Armstrong, Ruggero Raimondi, Cecilia Bartoli, Oliver Widmer, Paolo Rumetz, etc.